# 이호응
이호응(1978년 2월 15일~)은 대한민국의 전 쇼트트랙 선수이다.
1998년 동계 올림픽 5000m 계주 종목에 출전한 바 있다. 당시 그는 10바퀴 남은 시점에서 중국 선수와 충돌하여 넘어졌지만 이준환과 재빨리 교대가 이루어졌고 마지막 주자 채지훈의 역주로 캐나다와 0.7초 차이로 석패해 은메달을 획득했다.

## 교육
- 단국대학교
- 서울광문고등학교